# Les Abattoirs
Pour les articles homonymes, voir abattoir (homonymie).
Les Abattoirs, Musée - Frac Occitanie Toulouse est une institution culturelle d'art moderne et contemporain située à Toulouse. Elle rassemble à la fois les collections muséales d'art moderne et contemporain de la ville de Toulouse et celles du Fonds régional d'art contemporain de l'ancienne région Midi-Pyrénées et est gérée par un syndicat mixte
Les Abattoirs ouvrent en 2000 dans un bâtiment patrimonial du XIXe siècle où sont proposées des expositions d’art moderne et des créations d’artistes contemporains. Inscrits sur la rive gauche de la Garonne, les Abattoirs offrent un large ensemble d'activités. Dans le cadre de missions de service public culturel, ils remplissent de multiples fonctions en rapport avec la diffusion et la compréhension des formes modernes et contemporaines d'expression artistique.

## Histoire du lieu
En 1823, la ville de Toulouse décide de regrouper ses différents abattoirs sur un site unique. C’est l’architecte Urbain Vitry qui est chargé, en 1825, du projet d’architecture du bâtiment. Il réalise une construction de type basilical, marquée par une articulation symétrique et un langage néo-classique. 

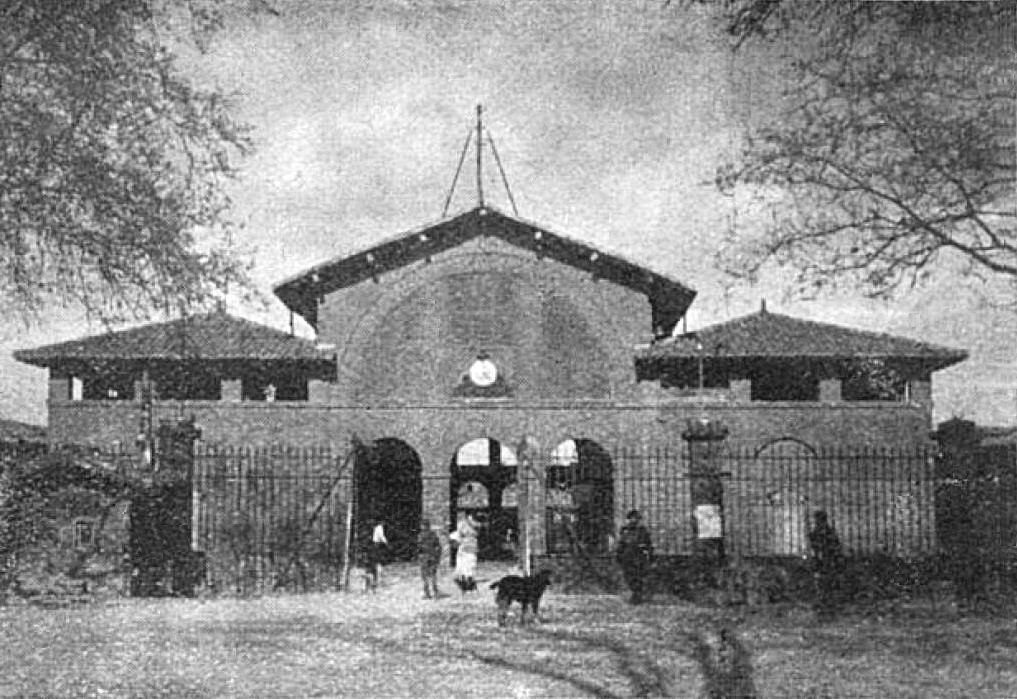
Les abattoirs avant leur transformation de 1929 (leur inauguration ayant alors lieu le 19 mars) ;
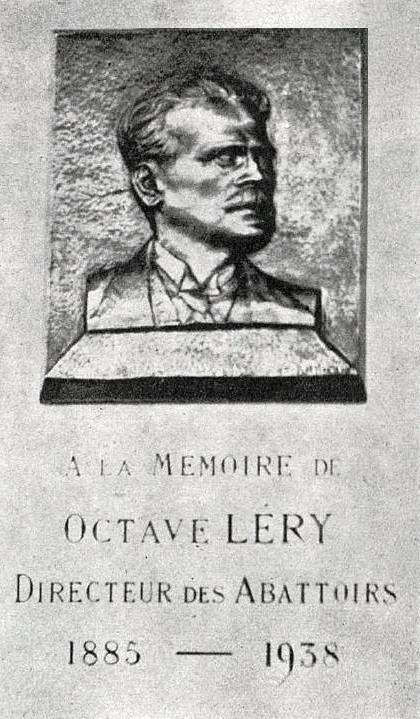
Octave Léry (1885-1938), directeur des abattoirs de Toulouse avant-guerre, et premier Président de la FFR ;
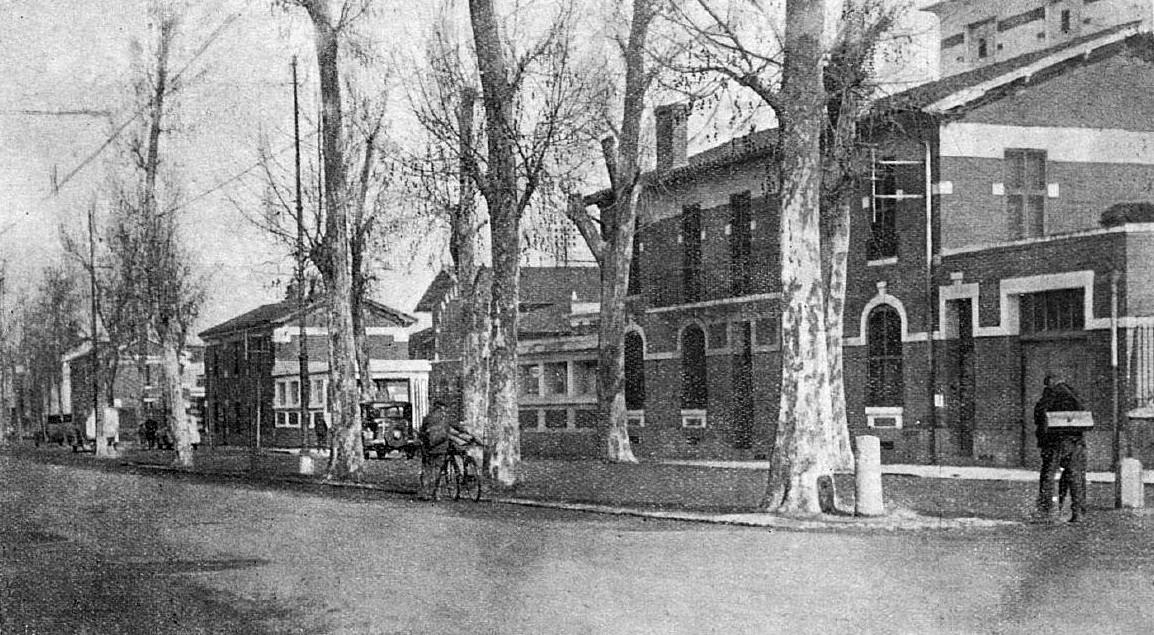
Les abattoirs de Toulouse en 1937 (sur les Allée Charles-de-Fitte).

L’activité des abattoirs se poursuivra jusqu’en 1988. Ils font l’objet d’une inscription au titre des monuments historiques depuis le 13 mars 1990. Le 2 décembre 1991 est créé un syndicat mixte entre la ville de Toulouse et la région Midi-Pyrénées ayant pour vocation la réalisation sur le site d’un espace d’art moderne et contemporain.
En 1995, le projet des architectes Antoine Stinco et Rémi Papillault est retenu pour la création de l’« espace d’art moderne et contemporain de Toulouse Midi-Pyrénées ». Les travaux débutent en 1997, et Les Abattoirs (dénomination finalement adoptée) ouvrent officiellement en 2000.
Institution née de la fusion du Musée d'art moderne et contemporain de la Ville de Toulouse, et du Fonds régional d'art contemporain, les Abattoirs réunissent sur site des collections permanentes, une bibliothèque, une galerie des publics, des ateliers, un auditorium, une librairie et un restaurant, et diffusent en Occitanie les collections de l’établissement et des productions d’artistes, en lien direct avec les acteurs du territoire.
Les Abattoirs sont labellisés "Musée de France".

### Directeurs
- Alain Mousseigne
- Olivier Michelon, 2011-2016[3]
- Annabelle Ténèze, 2016-2023[4]
- Lauriane Gricourt, 2024-[5]

## Les collections
Les Abattoirs conservent environ 3 880 œuvres et objets de toutes origines. Les œuvres d’art moderne et contemporain vont pour la plus ancienne de 1934 (Alberto Magnelli) à 2020, pour les acquisitions les plus récentes (Teresa Margolles).
Leur singularité provient aussi de la générosité de collectionneurs.

### Le fonds moderne
Centré sur des artistes actifs dès les années 1950, il illustre de nombreux courants ou tendances artistiques nés de la Seconde Guerre mondiale tels que l’abstraction lyrique ou gestuelle, l’art brut, l’art informel ou encore Cobra. Cette partie de la collection s’est trouvée considérablement enrichie par la donation d’œuvres du collectionneur Anthony Denney (1913-1990) et par le dépôt effectué par le Centre Georges-Pompidou d’une partie de la donation du galeriste Daniel Cordier.
- La collection d’Anthony Denney se compose pour l'essentiel de peintures réalisées dans les années 1950 et 1960, par des artistes tels que Karel Appel, Alberto Burri, Jean Dubuffet, Lucio Fontana, Sam Francis, Georges Mathieu, Riopelle, Antonio Saura, Antoni Tàpies, Vasarely et les artistes japonais du groupe Gutai.
- La collection de Daniel Cordier témoigne du parcours d’un amateur et galeriste avec, entre autres, des œuvres d’Arman, Hans Bellmer, Brassaï, César, Chaissac, Robert Combas, Dado, Jean Dubuffet, Marcel Duchamp, Hans Hartung, Robert Mapplethorpe, Henri Michaux, Robert Rauschenberg, Bernard Réquichot ou encore Claude Viallat. Depuis 2005, Daniel Cordier enrichit cet ensemble exceptionnel par de nouveaux dons, cette fois-ci d’arts premiers, d’artefacts ethnographiques et de toutes sortes d’objets de curiosités, dans le but d’illustrer ce qu’il appelle « les désordres du plaisir ».

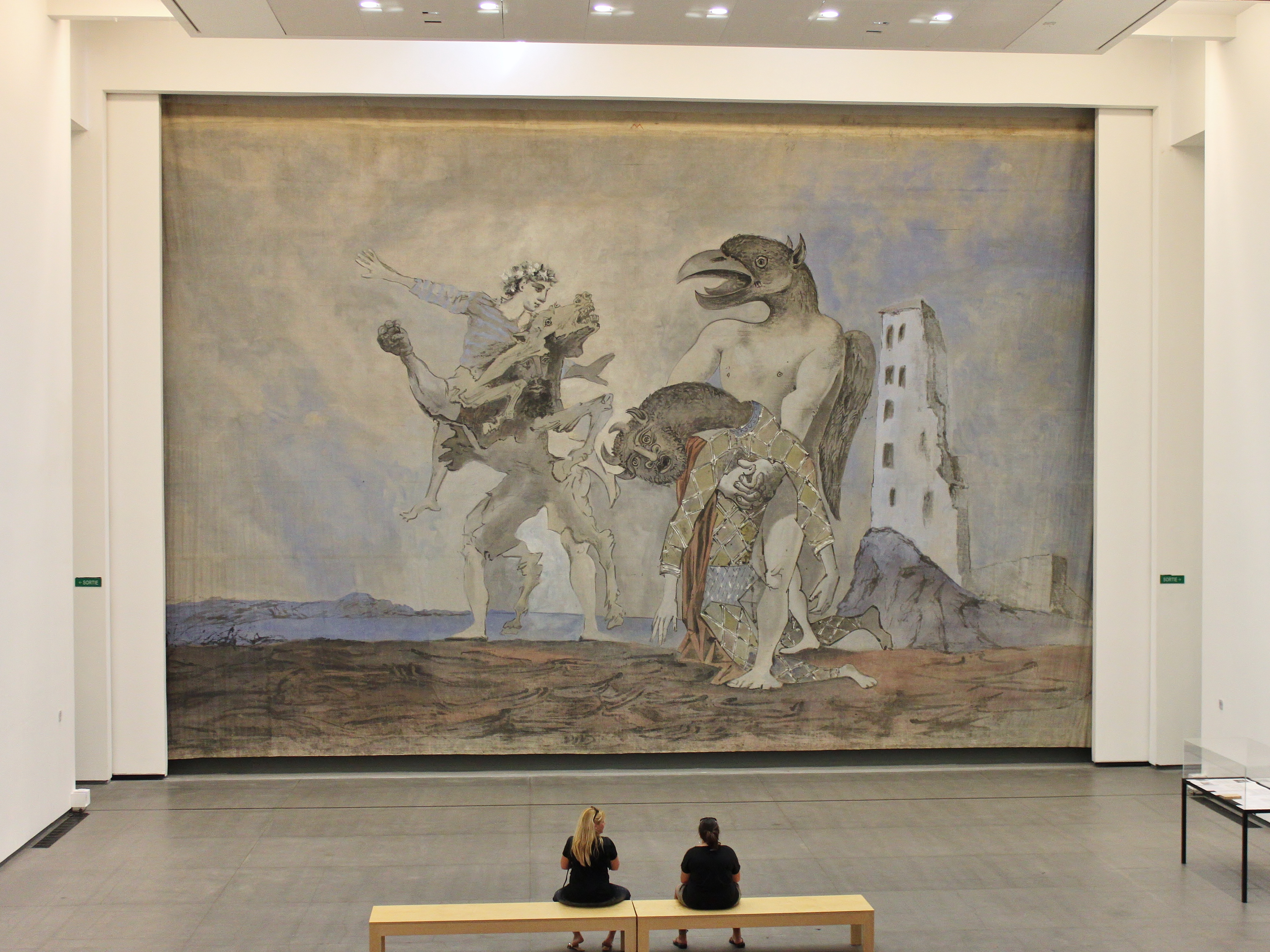
La Dépouille du Minotaure en costume d’Arlequin, de Picasso.

On trouve aussi, dans la collection, l’exceptionnel rideau de scène de Picasso, La Dépouille du Minotaure en costume d’Arlequin. Créée en 1936 avec la collaboration de Luis Fernández, cette immense œuvre (8,30 x 13,25 m) a été réalisée pour 14 juillet, pièce de Romain Rolland donnée au Théâtre du peuple le 14 juillet 1936. Elle fait l’objet d’une présentation spécifique six mois par an seulement en raison de sa fragilité, dans un espace aménagé au sous-sol.

### Le fonds contemporain
Les années 1970 et 1980 sont notamment représentées par des artistes français qui attestent de la diversité et de la pluralité des positions à l'égard de la modernité avec souvent une forte dimension critique face aux modèles de l'histoire de l'art ou de la diffusion artistique : Robert Filliou, François Morellet, Ange Leccia, BazileBustamante, Présence Panchounette ou Gina Pane.

## Missions du musée

### La diffusion en région
En tant que Fonds Régional d’Art Contemporain, les Abattoirs développent une programmation hors-les-murs en partenariat avec les acteurs et actrices du territoire régional et proposent des expositions dans des endroits aussi divers que des établissements scolaires, des Ehpad, le long du canal du Midi, un centre de détention.

### L'aide aux jeunes artistes
Un prix annuel marque l’engagement des Abattoirs, Musée - Frac Occitanie Toulouse, en faveur du développement de la création artistique contemporaine. Il récompense des artistes de moins de 35 ans en lien avec la région Occitanie, que ce soit par le lieu de naissance, d’études ou de travail. Choisis par un jury, les lauréats bénéficient d’un espace d’exposition, d’un budget de production et d’honoraires.

### Le service des publics
Il personnalise et multiplie les approches en faveur de publics très différenciés (individuels, groupes, jeune public, scolaires, familles, handicapés). Elle propose des visites, des expositions, des conférences, des débats, des rencontres avec des créateurs et responsables du secteur culturel, des ateliers de pratique artistique pluridisciplinaires, des cycles de formation ainsi que des visites animations tactiles pour les non-voyants.

### La mission documentaire
La bibliothèque propose à tous les publics un éclairage sur l’art du XXe siècle et du XXIe siècle, à travers une collection de plus de 30 000 références : monographies, catalogues d’expositions, vidéos, supports audio, livres pour la jeunesse ou encore plus de 70 titres de périodiques spécialisées, couvrant l’actualité de l’art.

Lieu de conservation et de présentation d’une importante collection de livres d'artistes des années 1960 à nos jours, la médiathèque programme régulièrement des expositions autour de ce genre artistique. La bibliothèque des enfants permet une sensibilisation du jeune public à l’art contemporain par le biais d’ateliers offrant une approche ludique de l’art par le livre.
La documentation collecte, gère, conserve et diffuse l’ensemble des informations relatives aux collections, à la vie de l’établissement et à ses différentes activités. Des dossiers d’artistes, d’œuvres et d’expositions sont mis à la disposition du public. Par ailleurs, une photothèque (ektachromes et fichiers numériques) recense les œuvres de la collection. 

Le catalogue de la médiathèque et la base en ligne des collections sont consultables sur le site internet des Abattoirs.

### Les lieux de vie
Les Abattoirs offrent aussi des espaces de détente et de convivialité, notamment une librairie spécialisée en art moderne et contemporain, un auditorium et un café restaurant.